# ديفيد هاولي
ديفيد هاولي (بالإنجليزية: David Hawley)‏ هو قرصان رسمي أمريكي، ولد في 1741 في Stratford, Connecticut ‏ في الولايات المتحدة، وتوفي في 1807 في فيرفيلد في الولايات المتحدة.